# British United Airways

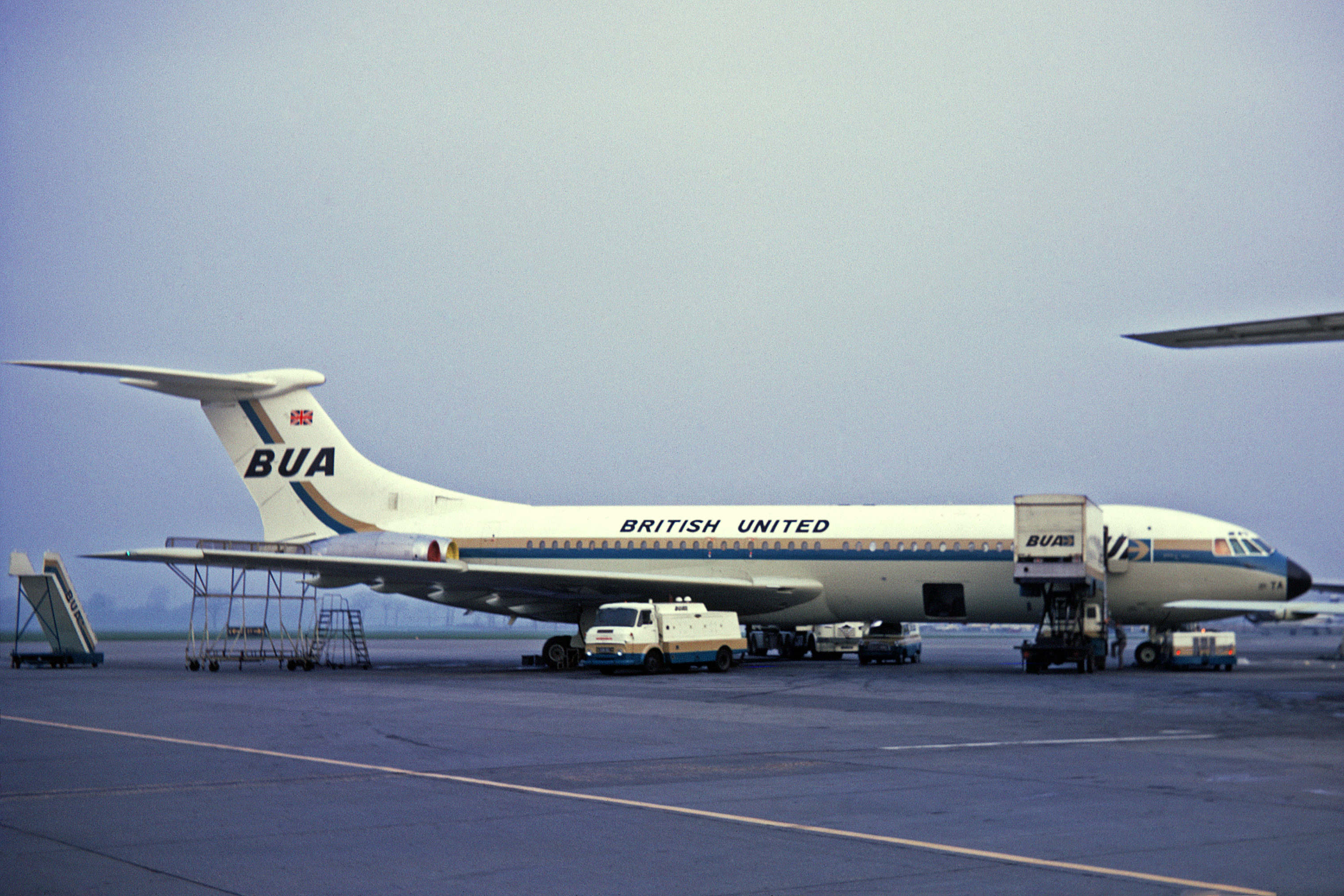
G-ARTA Vickers VC-10

British United Airways (BUA) fue la mayor aerolínea independiente británica en los años 60. Sus orígenes se remontan a la fusión en julio de 1960 de Airwork y Hunting Clan Air Transport. Fusiones de este tipo parecían necesarias en la industria de la aviación comercial británica ante la aparente monopolización de las rutas programadas por las dos compañías de propiedad estatal: British European Airways (BEA, que operaba vuelos a destinos domésticos y europeos) y British Overseas Airways Corporation (BOAC, que operaba todos los servicios de larga distancia incluidas las "rutas imperiales”). 
BUA comenzó sus operaciones con una flota mixta de Vickers Viscount, Douglas DC-4, Douglas DC-6 y Douglas DC-3 con la que daba servicio a los destinos originales de las compañías predecesoras. Estos servicios incluían una importante cobertura de África con rutas a los destinos menos rentables para BOAC, además de otros destinos de corto alcance como Gibraltar, Róterdam, Le Touquet y las islas del Canal. 
En 1961 BUA recibió su primer Bristol Britannia y poco a poco lo fue dedicando a sus rutas africanas, reemplazandos los viejos DC-4 y DC-6. Esto llevó a la formación de una flota de modernos Viscounts y nuevos Bristol Britannia.
La retirada de los viejos aviones de motores de pistón por sus equivalentes modernos fue acompañada de una expansión de BUA. En 1962 el British United Group, holding dueño de BUA, compró dos aerolíneas, Jersey Airlines y Silver City Airways. Las operaciones de estas compañías fueron reorganizadas creando British United Island Airways (BUIA).
También durante los primeros años de los 60 BUA comenzó a explotar nuevas rutas. Estas incluían servicios vacacionales y de carga a África Central, servicios de transporte de coches sobre el Canal de la Mancha y contratos de transporte de tropas (normalmente a Singapur y Hong Kong). Esto sucedió al mismo tiempo en que bautizó a los servicios africanos como 'Skycoach'.
En 1964 el primero de los dos Vickers VC-10 comenzó sus operaciones en las rutas hacia África, reemplazando a los DC-6 y los Bristol Britannia y convirtiéndose en la base de la flota de BUA para los vuelos de largo alcance. La compañía también solicitó explotar varias rutas a las que BOAC había renunciado, incluyendo las rutas a Sudamérica con baja ocupación, antes operadas por la BSAA). Finalmente las rutas fueron concedidas y BUA encargó un tercer VC-10. En 1965 llegó su rector más moderno, el BAC 1-11. BUA estaba entonces en condiciones de competir con los servicios programados de BEA a Europa. Su llegada también facilitó la creación de nuevas rutas nacionales desde Gatwick a Glasgow, Edimburgo y Belfast. 
La etapa final de la renovación de la flota llegó con la introducción de los Handley Page H.P.R.7 Dart Herald a principios de los 60 como reemplazo final de los DC-3. En 1970 los Viscount, Britannia y DC-6 fleet fueron reemplazados junto con los últimos DC-3 que quedaban en servicio.
A pesar de esto BUA sufría problemas financieros. En noviembre de 1970 fue anunciada la fusión entre BUA y la aerolínea escocesa independiente Caledonian Airways. La fusión fue justificada en muchas ocasiones con la idea de que ambas aerolíneas eran de tamaño similar y sus rutas y flotas se superponían. La nueva aerolínea fue conocida durante un tiempo como Caledonian//BUA antes de ser redenominada como British Caledonian. 

## Flota histórica
| Aeronaves                 | Total | Introducido | Retirado | Matrículas |
| ------------------------- | ----- | ----------- | -------- | --- |
| Aviation Traders Carvair  | 10    | 1962        | 1968     | G-AREK, G-ASKG, G-AOFW, G-ASKN, G-ASDC, G-ATRV, G-ANYB, G-ARSD, G-APNH y G-ASHZ                                                                         |
| BAC 1-11                  | 19    | 1965        | 1970     | G-ASJA, G-ASJC, G-ASJD, G-ASJE, G-ASJF, G-ASJG, G-ASJH, G-ASJI, G-ASJJ, G-ASTJ, G-AWKJ, G-AWYR, G-AWYS, G-AWYT, G-AWYU, G-AWYV, G-AXJK, G-AXJL y G-AXJM |
| Bristol Britannia         | 9     | 1960        | 1969     | G-ANCD, G-ANCE, G-ANCH, G-AOVI, G-ASFV, G-ARWZ, G-ARXA, G-APNA y G-APNB                                                                                 |
| Bristol Freighter         | 4     | 1961        | 1968     | G-AMSA, G-ARSA, G-AOUV y G-ANWN |
| De Havilland DH.114 Heron | 1     | 1961        | 1962     | G-APKU |
| Douglas DC-3              | 12    | 1960        | 1970     | G-AKNB, G-AOBN, G-AMHJ, G-ANEG, G-AMWV, G-AMJU, G-ANTC, G-AMRA, G-AMZF, G-ANTB, G-AMYJ y G-AMYV                                                         |
| Douglas DC-4              | 6     | 1960        | 1964     | G-AREK, G-ANYB, G-AOFW, G-AOXK, G-APID y G-APNH |
| Douglas DC-6              | 3     | 1960        | 1965     | G-ARXZ, G-APNO y G-APNP |
| Handley Page Dart Herald  | 3     | 1962        | 1970     | G-APWI, G-ASBP y G-ASKK |
| Vickers VC10              | 4     | 1964        | 1970     | G-ARTA, G-ASIW, G-ASIX y G-ATDJ |
| Vickers Viscount          | 13    | 1960        | 1969     | G-ARBY, G-ARER, G-ARGR, G-AODH, G-AOXU, G-AOXV, G-APKG, G-APND, G-APNE, G-ASED, G-APTB, G-APTC y G-APTD                                                 |